# Stazione di Pogliola
La stazione di Pogliola è una fermata ferroviaria posta sulla linea Cuneo-Mondovì. Serve il centro abitato di Pogliola, frazione del comune di Mondovì.

## Strutture e impianti
La fermata, posta alla progressiva chilometrica 17+139 fra la fermata di Roccadebaldi e la stazione di Pianfei, conta un unico binario servito da marciapiede.

## Movimento
Dal 17 giugno 2012 l’intera linea Cuneo-Mondovì, e con essa anche la fermata di Pogliola, è priva di traffico.